# Lundazi (Sambia)
Lundazi ist eine Stadt in Sambia mit rund 45.149 Einwohnern (2022). Sie ist Sitz der Verwaltung des gleichnamigen Distrikts.

## Geografie
Die Stadt liegt östlich des Luangwa auf etwa 1150 Metern Höhe, in der Ostprovinz von Sambia nahe der Grenze zu Malawi am Fluss Lundazi. Durch den Ort führt die weitgehend asphaltierte Straße von Chipata nach Isoka. Lundazi ist als Einkaufsort von Bedeutung.

## Infrastruktur
Lundazi ist bekannt als BOMA (British Overseas Military Administration) und verfügt heute über ein Schloss nach normannischem Vorbild – Lundazi Castle. Errol Button ließ es in den 1940er Jahren als Gästehaus für Regierungsangestellte bauen und nannte es Rumpelstilzchen. Heute dient es als Hotel. Der sehr ausgedehnte, baumbestandene Schlosspark bietet einen idyllischen Schlossteich – allerdings mit Flusspferden. Daneben gibt es Grund- und Sekundarschulen sowie eine ungeteerte, 1400 Meter lange Flugpiste.

## Demografie
| Jahr | Einwohnerzahl |
| ---- | ------------- |
| 1990 | 5590          |
| 2000 | 9159          |
| 2010 | 15.902        |
| 2022 | 45.149        |

## Söhne und Töchter der Stadt
- Newstead Zimba (1937–2021), Gewerkschafter, Politiker und Diplomat